# Issam Erraki
Issam Erraki (Rabat, 5 januari 1981) is Marokkaanse profvoetballer die bij voorkeur als middenvelder speelt. Hij verruilde in 2019 Ittihad Tanger in voor Maghreb Fez. Erraki debuteerde in 2010 in het Marokkaans voetbalelftal.

## Erelijst
| Competitie                         | Team | Jaren             |
| ---------------------------------- | ---- | ----------------- |
| FAR Rabat                          |      |                   |
| Landskampioen Botola Maroc Telecom | 1x   | 2007/08           |
| Bekerwinnaar Coupe du Trône        | 1x   | 2007, 2008, 2009. |
| Raja Casablanca                    |      |                   |
| Bekerwinnaar Coupe du Trône        | 1x   | 2017              |
| Vicekampioen Botola Maroc Telecom  | 1x   | 2014/15           |
| Finalist FIFA Club World Cup       | 1x   | 2013              |